# Gornji Brčeli
Gornji Brčeli (en serbe cyrillique : Горњи Брчели ou «Haut Brčeli» en traduction française) est un village du sud du Monténégro, dans la municipalité de Bar.

## Démographie

### Évolution historique de la population
| 1948 | 1953 | 1961 | 1971 | 1981 | 1991 | 2003 |
| ---- | ---- | ---- | ---- | ---- | ---- | ---- |
| 241  | 248  | 192  | 140  | 76   | 33   | 40   |